# (32073) Cassidyryan
2000 JT61 (asteroide 32073) é um asteroide da cintura principal. Possui uma excentricidade de 0.13832290 e uma inclinação de 5.85167º.
Este asteroide foi descoberto no dia 7 de maio de 2000 por LINEAR em Socorro.